# Melanolophia conspicua
Melanolophia conspicua är en fjärilsart som beskrevs av William Schaus 1911. Melanolophia conspicua ingår i släktet Melanolophia och familjen mätare. Inga underarter finns listade i Catalogue of Life.